# Yasuda Kojiro
Yasuda Kojiro (sinh ngày 14 tháng 8 năm 2003) là một cầu thủ bóng đá người Nhật Bản.

## Sự nghiệp câu lạc bộ
Yasuda Kojiro hiện đang chơi cho FC Tokyo.